# Lidia Martín Merino
Lidia Martín Merino (Hontalbilla, provincia de Segovia, 1962) es una directora de cine y documentales, guionista, productora, editora de cine española.

## Datos biográficos
Lidia Martín nació en la localidad de Hontalbilla, (Segovia) en 1962. Estudió Artes escénicas en Paris y Berlín -Technische Universität Berlin- (1985-1991), es licenciada en imagen y sonido por la CEU San Pablo de Valencia (1996), formándose como guionista en la Universidad Menéndez Pelayo de Valencia (1991-1998). Ha realizado el Master en Nuevas tendencias y procesos de innovación en comunicación en la Universidad Jaume I (UJI) de Castellón. Y específicamente ha realizado durante varios años (2009-2015) estudios sobre el cineasta francés Chris Marker. En 2016 a 2018 realizó el doctorado en la Universidad del País Vasco -Vizcaya-. Actualmente reside en la ciudad francesa de Toulouse.
Lidia Martín ha participado en la impartición de cursos, talleres y conferencias sobre imagen, guion, rodaje y montaje, en la Universidad de Valladolid (2011), en el Festival de Cine MUCES de Segovia (2011). También ha impartido cursos sobre lenguaje publicitario, igualdad y documentalismo social (2011-2012). Ha sido profesora asociada de la Universidad de Valladolid en la licenciatura de periodismo en la asignatura de guion y realización documental así como profesora de la cátedra de cine de la misma universidad (2013). Durante el año 2014-2016 ha participado en talleres con presas (Diputación Foral de Guipúzcoa y Emakunde).
Además de su actividad cinematográfica Martín Merino realiza instalaciones y exposiciones temáticas. Así, en 2019-2020, la exposición sobre las mujeres republicanas prisioneras en las cárceles franquistas Mariposas. La palabra no dicha.

## Filmografía
La filmografía de Lidia Martín se ha dedicado al documental, tanto en cortometraje como largometraje:
- 2005 - El Túnel, (cortometraje documental). Dirección y producción.[11]
- 2006 - El Engaño del Colibrí. (cortometraje) Dirección y producción.
- 2007 - Las Invitadas. (cortometraje documental) Dirección y producción.
- 2008 - Watunakui (cortometraje documental) Dirección y producción.
- 2008 - Laberinto de Prisiones (cortometraje documental), Dirección y producción.
- 2008 - La Costilla de Adán, (cortometraje documental) Coproducción Mitos Producciones, y Tarannà Films.
- 2009 - Memorias de la Esperanza (largometraje documental) Dirección, coproducción Mitos Producciones, Tatzen y Black Pown (Argentina).[12]
- 2011 - El retorno del Avefría, (22 mt., documental) Dirección y producción. Fundación Municipal de Cultura del Ayuntamiento de Valladolid y TAC. Presentado en la Seminci Valladolid.[1][13]
- 2012 -Godot aprieta pero no ahoga (largometraje documental), Dirección y producción. Seminci 2012[14]
- 2014 - Alicia cautiva (corto) Dirección y producción.
- 2016 - La embajada de las nubes (cortometraje). Dirección y producción.
- 2016 - Al otro lado del espejo (cortometraje). Dirección y producción.
- 2016 - El teatro, la crueldad y las luciérnagas (89 mt., documental), Dirección y producción. Seminci 2016[15][16]
- 2019 - Agapito Marazuela. La estatua partida (largometraje documental sobre la figura de Agapito Marazuela). Dirección y producción.[17][18][19][20][21][22][23]